# Chiloglanis disneyi
Chiloglanis disneyi är en fiskart som beskrevs av Trewavas, 1974. Chiloglanis disneyi ingår i släktet Chiloglanis och familjen Mochokidae. IUCN kategoriserar arten globalt som sårbar. Inga underarter finns listade i Catalogue of Life.